# Pandanus tauensis
Pandanus tauensis är en enhjärtbladig växtart som beskrevs av Ugolino Martelli. Pandanus tauensis ingår i släktet Pandanus och familjen Pandanaceae.
Artens utbredningsområde är Samoa. Inga underarter finns listade.